# Canthonella barrerai
Canthonella barrerai är en skalbaggsart som beskrevs av Halffter och Martinez 1968. Canthonella barrerai ingår i släktet Canthonella och familjen bladhorningar. Inga underarter finns listade.